# Uszczelka (film)
Uszczelka – polski film obyczajowy z 1974 roku, otwierający cykl telewizyjny Najważniejszy dzień życia.
Scenariusz opublikowano także w formie zbeletryzowanej, wraz ze scenariuszem następnego odcinka zatytułowanego Gra.

## Główne role
- Henryk Bąk – dyrektor Aleksander Sochacki
- Maria Garbowska – Maria, żona Sochackiego
- Edmund Fetting – dyrektor naczelny
- Sławomir Misiurewicz – Brzozowski, kierownik produkcji
- Ryszard Pietruski – Heniek Grzelak, przewodniczący rady zakładowej
- Maciej Rayzacher – Tadeusz Borelak, wiceprzewodniczący rady zakładowej
- Kazimierz Wichniarz – Górski, prezes spółdzielni mieszkaniowej
- Janusz Bukowski – dziennikarz
- Marian Glinka – Marian, kierowca Sochackiego
- Cezary Julski – zaopatrzeniowiec w fabryce Sochackiego
- Zdzisław Maklakiewicz – mężczyzna w kawiarni

## Fabuła
Dziennikarz radiowy zadaje przypadkowo napotkanym w mieście ludziom pytanie, jaki był najważniejszy dzień ich życia. W lokalu gastronomicznym spotyka Sochackiego, który opowiada swoją historię: był dyrektorem dużego zakładu produkcyjnego, należącym do tzw. starej gwardii decydentów z awansu społecznego. Pewnego dnia dowiedział się, że do produkcji brakuje uszczelek. Postanawiając za wszelką cenę załatwić je, usiłował dokonać tego poprzez tzw. znajomości. Jednakże niełatwa ta sprawa tak zestresowała go bardzo, że ostatecznie trafił do szpitala z zawałem serca.